# Villa Giorgi
La Villa Giorgi è una storica residenza di Chiavari in Italia.

## Storia
La villa venne costruita nel 1914 su commissione del console Virgilio Giorgi per ospitare il consolato di Panama e Costa Rica.

## Descrizione
La villa presenta un'architettura eclettica. La facciata principale è caratterizzata da un'alta torretta culminante in una loggia.